# Zonas Veredales Transitorias de Normalización
Las Zonas Veredales Transitorias de Normalización (ZVTN) y los Puntos Transitorios de Normalización (PTN) son espacios creados en virtud de los Acuerdos de paz entre el gobierno y las FARC-EP en 2016, verificados por Naciones Unidas para la concentración, desmovilización y reincorporación a la vida civil de los Excombatientes de las FARC-EP. Al terminarse en 2017 son sustituidos por los Espacios Territoriales de Capacitación y Reincorporación (ETCR) En 2020 existen 20 ETCR y se han creado aproximadamente 93 Nuevas áreas de reincorporación (NAR).

## Objetivos
Cumplimiento del punto 3 del Acuerdo de Paz :cese al fuego, bilateral y definitivo, la dejación de armas y la reincorporación de las FARC-EP a la vida civil.Para asegurar el adecuado cumplimiento del cese al fuego bilateral y definitivo, el Gobierno y las FARC-EP acordaron crear un mecanismo tripartito de monitoreo y verificación conformado por las dos partes y las Naciones Unidas.

## Distribución de las ZVTN y PTN
Se acordaron Establecer 23 Zonas Veredales Transitorias de Normalización y 8 campamentos.
| Departamento       | Municipio              |
| ------------------ | ---------------------- |
| Antioquia          | Anorí                  |
| Antioquia          | Dabeiba                |
| Antioquia          | Ituango                |
| Antioquia          | Remedios               |
| Antioquia          | Vigía del Fuerte       |
| Arauca             | Arauquita              |
| Caquetá            | La Montañita           |
| Caquetá            | San Vicente del Caguán |
| Cauca              | Buenos Aires           |
| Cauca              | Caldono                |
| Cauca              | Miranda                |
| César              | La Paz                 |
| Chocó              | Riosucio               |
| Córdoba            | Tierralta              |
| La Guajira         | Fonseca                |
| Guaviare           | El Retorno             |
| Guaviare           | San José del Guaviare  |
| Meta               | La Macarena            |
| Meta               | Vistahermosa           |
| Meta               | Mesetas                |
| Nariño             | Policarpa              |
| Nariño             | Tumaco                 |
| Norte de Santander | Tibú                   |
| Putumayo           | Puerto Asis            |
| Tolima             | Icononzo               |
| Tolima             | Roncesvalles           |

| Departamento       | Municipio          |
| ------------------ | ------------------ |
| Antioquia          | Briceño            |
| Antioquia          | Cáceres            |
| Caquetá            | Belen de Andaquies |
| Caquetá            | Puerto Rico        |
| Cauca              | El Tambo           |
| Córdoba            | Montelibano        |
| Meta               | Uribe              |
| Nariño             | Barbacoas          |
| Nariño             | Leiva              |
| Nariño             | Olaya Herrera      |
| Nariño             | Roberto Payan      |
| Norte de Santander | El Tarra           |
| Norte de Santander | Teorama            |
| Putumayo           | Orito              |
| Putumayo           | Puerto Caicedo     |
| Putumayo           | Puerto Leguizamo   |
| Putumayo           | San Miguel         |
| Putumayo           | Valle de Guamuez   |
| Putumayo           | Villagarzón        |